# The Gipsy's Warning
The Gipsy's Warning (o The Gypsy's Warning) è un cortometraggio muto del 1907 prodotto e distribuito dalla Vitagraph Company of America. Il film appare nel documentario spagnolo del 1996 Méliès, los Orígenes, un video di 45 minuti che presenta sette cortometraggi di Georges Méliès.

## Distribuzione
Il copyright del film, richiesto dalla Vitagraph Co. of America, fu registrato il 27 settembre 1907 con il numero H100289.